# Hohenbuehelia pergelatinosa
Hohenbuehelia pergelatinosa är en svampart som beskrevs av Singer 1977. Hohenbuehelia pergelatinosa ingår i släktet Hohenbuehelia och familjen musslingar.   Inga underarter finns listade i Catalogue of Life.